# Václav Karel Holan Rovenský
Václav Karel Holan Rovenský (Rovensko pod Troskami, 1644 – Rovensko pod Troskami, 27 febbraio 1718) è stato un compositore e organista ceco.

## Biografia

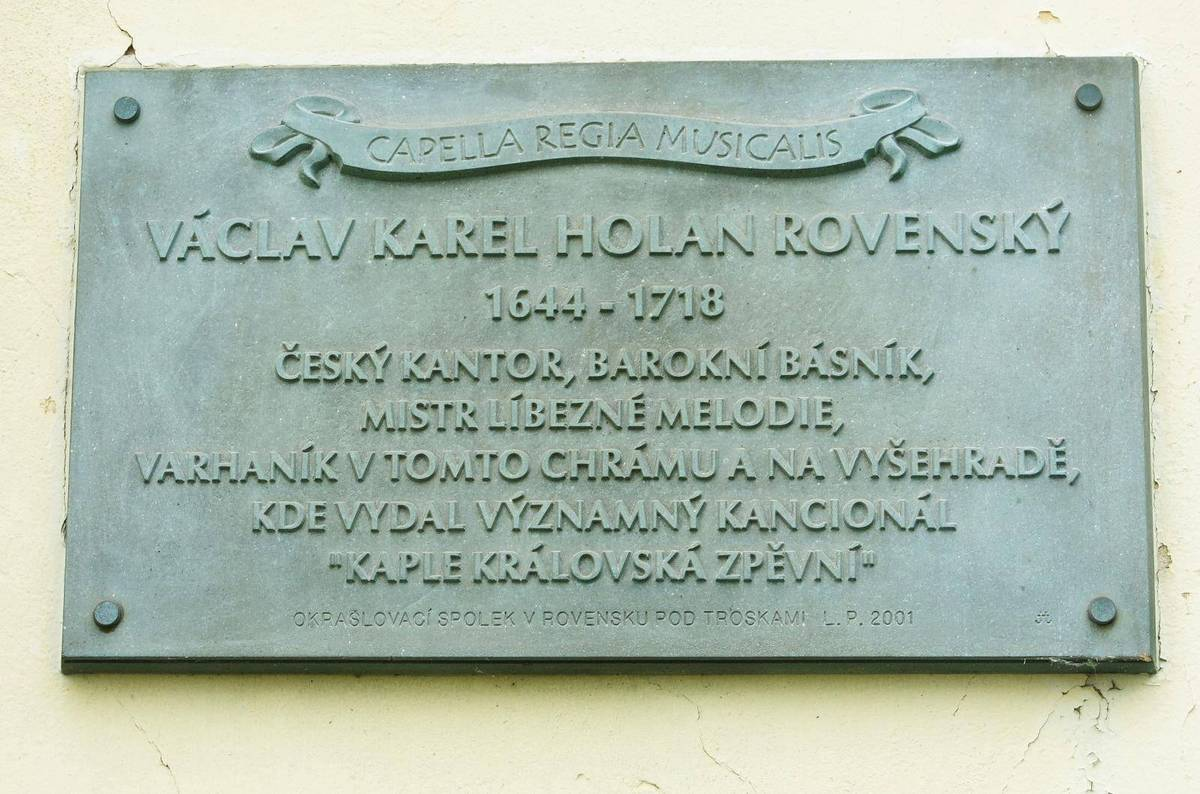
Targa commemorativa del compositore e organista ceco Václav Karel Holan Rovenský posta all'esterno della chiesa di San Venceslao di Rovensko pod Troskami, nella quale è sepolto

Václav Karel Holan Rovenský nacque nella famiglia del cavaliere e feudatario locale Jan Holan, probabilmente piuttosto ricco. Ricevette la sua prima educazione dal rettore Samuel Fidelius Kutnohorský e dall'organista locale Václav Peregrin Turnovský. Compì gli studi presso il ginnasio del collegio di Jičín.
Dal 1662 iniziò ad insegnare musica a Rovensko (è indicato come ludi magister) e nel 1664 divenne organista presso la chiesa di San Venceslao sul Týn. Divenne temporaneamente organista a Turnov, ma alla fine tornò a Rovensko.
Nel 1668 si trasferì a Praga, e dal 1671 fu organista e maestro di cappella presso la collegiata dei Santi Pietro e Paolo di Vyšehrad. Non si stabilì definitivamente in città, ma visitò l'Italia e in particolare Roma prima del 1693 e quindi tornò nella sua regione natale, dove verso la fine degli anni 1690 visse per qualche tempo come eremita nel castello abbandonato Valdštejn. Dal 1704 tornò al paese natale di Rovensko e lavorò come scalpellino dilettante, realizzando la meridiana della chiesa. Dopo la sua morte, fu sepolto nella stessa chiesa.

## Opere
Il suo lavoro compositivo si concentra più su una melodia più semplice e piacevole che su un contrappunto più complesso, popolare nello stile barocco. Pubblicò due Passioni. Il lavoro della sua vita è quindi il libro di canzoni Capella regia musicalis con una prefazione di Jan Ignác Dlouhoveský, contenente sia le proprie composizioni di Holan che soprattutto canzoni raccolte di altre origini; la paternità spesso non può essere determinata con precisione. Ha anche creato tre incisioni su rame per quest'opera, La Natività, la Santissima Trinità e il Crocifisso.
Il suo più grande contributo alla musica barocca fu la redazione del canzonale Capella regia musicalis pubblicato a Praga nel 1693, per cui compose personalmente alcuni dei brani, ne scrisse i testi e raccolse altri brani di diversi autori. La paternità spesso non può essere determinata con precisione. Realizzò anche tre incisioni su rame per quest'opera, la Natività, la Santissima Trinità e il Crocifisso.
- Pašije Ježíše Krista podle sepsání sv. Matouše ("Passione di Gesù Cristo secondo San Matteo"), 1690
- Pašije Ježíše Krista podle sepsání sv. Jana ("Passione di Gesù Cristo secondo San Giovanni"), 1692
- Capella regia musicalis, 1693